# Венедикт Терлецький
Венедикт Терлецький ЧСВВ (лат. Benedictus Terleckyj; 1623, Острог — вересень 1661) — церковний діяч, священник-василіянин, доктор філософії і богослов'я, педагог, у 1656–1661 роках був протоігуменом із правами протоархимандрита Конґреґації Пресвятої Тройці.

## Життєпис
Народився 1623 року в м. Острог у сім'ї католиків латинського обряду. Вступив до Товариства Ісуса, проте через слабке здоров'я змушений був залишити єзуїтський орден. Вступив до Василіянського Чину на новіціят у Холмський монастир. Вивчав риторику і логіку у василіянських колегіях, а філософію і богослов'я — в Римі у Папській Урбаніанській колегії Пропаганди Віри (вступив 13 грудня 1645 року), де здобув докторати з філософії і богослов'я. 28 березня 1651 року Конгрегація Поширення Віри у справах греків призначила о. Терлецького місіонером у Білорусь і Україну.
Наприкінці 1651 року прибув до Холма і допомагав єпископу Якову Суші у вирішенні різних справ. На капітулі в Мінську 1–5 жовтня 1652 року під головуванням митрополита-протоархимандрита Антонія Селяви було прийнято рішення про відкриття в Мінську школи із семінарією для єпархіального духовенства. Отець Венедикт Терлецький отримав призначення на посаду префекта і професора філософії. У 1654 році розпочалася московсько-польська війна і семінарія припинила існування. Багато василіян з Мінська та інших монастирів із окупованих москалями територій зібралися в Битенському монастирі. На Тороканській капітулі 6 лютого 1656 року був обраний на посаду протоігумена (візитатора) з правами протоархимандрита на 2 роки та переобраний на капітулі в Жировичах 6 лютого 1658 року на 3 роки. Втретє був обраний протоігуменом на Тороканській капітулі (6–9 лютого 1661). Від 1656 до 1661 року був настоятелем Битенського монастиря. 1661 року монаша братія Віленського Свято-Троїцького монастиря обрала о. Венедикта Терлецького на архимандрита обителі, проте у вересні 1661 року він помер.

## Характеристика
Мав великий авторитет у ЧСВВ, як педагог, а особливо, як хороший адміністратор, що у дуже складний період під час московської окупації литовсько-білоруських земель, яка супроводжувалась знищенням греко-католицьких монастирів і церков та вбивствами монахів, зумів згуртувати розсіяних повсюди василіян.
«Був він лагідної вдачі, але сильного і неуступчивого характеру».